# Kótsi Patkó János
Kótsi Patkó János, egyes korabeli forrásokban Pákodi Kotsi János (Derecske, 1763. szeptember 24. – Kolozsvár, 1842. február 14.) magyar színész, színigazgató, drámaíró, fordító, szakíró, zeneszerző.
Az erdélyi magyar színészet hőskorában, 1793 és 1808 között katonás szigorral vezette a kolozsvári színtársulatot, és színjátszó tehetségével, műveltségével tanítója volt társainak. A magyar nyelvterületen elsőként honosította meg a Shakespeare-kultuszt, az ő nevéhez fűződik az első magyar nyelvű Hamlet-előadás. Színészi felfogását az egyszerű, természetes beszédmódra törekvés határozta meg. A színházat színművek írásával, fordításával, zeneszerzéssel is szolgálta.

## Élete
Bihar megyében született, jómódú családból származott. Mivel szülei Kolozsvárra költöztek, 1777–1788 között az ottani református kollégiumban tanult. Miután az 1786/87-es iskolai évben elvégezte a retorikai osztályt, 1787/88-ban pedig a görög és logikai osztályt, felsőbb osztálybe léphetett volna, de inkább katonának állt. A Splényi gyalogezredben szolgált tiszthelyettesként, de betegsége miatt elhagyta a katonai pályafutást. 1792. október 24-én id. Wesselényi Miklós buzdítására a Haralyi Fejér János alapította színésztársaság tagja lett. A színtársulat köztársaságnak nevezte magát, és a színigazgató csak az első volt az egyenrangúak között. A hagyomány úgy tartja, hogy első előadásukon a Titkos ellenkezés vagy Köleséri című darabot mutatták be 1792. november 11-én Kolozsváron a Rhédey-palota báltermében, és az első magyar szavak a színpadon Kótsi Patkó szájából hangzottak el, a tényleges dátum azonban 1792. december 17., és Kótsi elsőségét nem támasztják alá korabeli források.

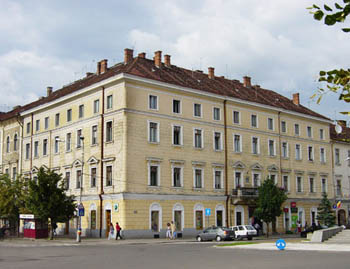
A Pataki-ház

A színtársulat arra törekedett, hogy állandó színházépülethez jusson, ezért 1793. szeptember 2-án az elöljáró Fejér János és a rendező Kótsi Patkó János azzal a kéréssel fordultak a kolozsvári városi tanácshoz, hogy adják nekik a Magyar utcai kiskapu fölötti bástyafal és a mellette levő várfal közötti helyet. Az építkezést Kótsi Patkó jómódú apja finanszírozta volna, és a befektetés megtérülése után az épület a város tulajdonába került volna. A terv azonban nem valósult meg, a társulat anyagi helyzete pedig egyre súlyosabbá vált. 1793. szeptemberben Kótsi Patkó János kifizette az adósságokat, megvette a német színtársulat díszleteit, kibérelte és páholyokkal látta el a Fő téren a Pataki-ház emeleti báltermét, és színpadi ruhákat vásárolt. Ezt követően új szerződést kötött a társulat tagjaival, megszüntetve a köztársasági rendszert, és színigazgatóként gyakorlatilag korlátlan hatalomra tett szert. A társulat legműveltebb tagjaként hetente előadásokat tartott a színészeknek a drámairodalomról és a színjátszásról. Műveltségét autodidakta módon bővítette: külföldi remekírókat és színikritikákat olvasott, tanult franciául, görögül és angolul; sőt a festésben, rajzolásban és zenében is igyekezett némi ismeretet szerezni.
1793. végén feleségül vette Haralyi Fejér János húgát, Haralyi Fejér Rozáliát, aki szintén a társulat tagja volt. Ugyanebben az évben született lányuk, Kótsi P. Katica, aki már tizenhárom évesen gyermekszerepeket játszott a színpadon.
A színház névtelen pártolói - akik feltételezhetően a guberniumi írók-fordítók-műkedvelők köréből kerültek ki – 1794. május 17-én bepanaszolták Kótsit Erdély főkormányzójánál. A vád szerint az igazgató a cenzúrát megkerülve tiltott darabokat adott elő, de felpanaszolták igazgatási stílusát is: „a társaságot is nem úgy mint az ő egy közcélra segíllő társait, hanem mint bérrel fizetett cselédeit, úgy tekintvén, azoktól nemhogy a jobb tanácsokat bévenné, hanem durvasággal, sőt ha egy példából a következendőre is lehet ítélni, elkergetéssel is fizeti.” Ugyanebben az évben június 24-én a színészek új színház alapításáért folyamodtak a guberniumhoz, egyben anyagi követeléssel éltek Kótsi ellen, aki a díjaikat nem fizette; Kótsi ellenfolyamodványt nyújtott be, amelyben kérte, hogy a színészeket kötelezzék a szerződésük betartására. A főkormányszék háromtagú bizottságot (gróf Teleki Lajos, gróf Teleki Domokos és Cserey Farkas) jelölt ki a színház ellenőrzésére, melynek feladata volt a „jó erkölccsel, a közálladalommal s a dísszel” ellenkező szövegek előadásának megakadályozása, másrészt a társulaton belüli viszályok elsimítása. Kótsi azonban nem engedte be a bizottságot a színházba, a színészek válaszul sztrájkba léptek. Végül a hatóság meghátrált, elismerte „Kótsi János eő Kegyelmének a maga Theátromán levő szabad dispozitióját,” és a színészek is beletörődtek az új vezetési stílusba.
Id. Wesselényi Miklós hatására az 1794. november 12. és 1795. április 2. között tartott erdélyi országgyűlés anyagi támogatást szavazott meg a színháznak, egyúttal egy színházi bizottság felügyelete alá helyezte. Kótsi Patkó János megmaradt művészeti vezetőnek, de a színház igazgatója, aki a gazdasági ügyekkel foglalkozott, a gubernium egy-egy tisztviselője lett Az első igazgató, Kövesdi Boér Sándor állandó konfliktusban volt Kótsival, ezért rövidesen lemondott. Mivel az országgyűlésen megszavazott költségvetés nem volt megfelelő, 1797-ben Wesselényi kifizette a társaság adósságait, és vállalkozóként átvette a színház irányítását. Az évad válságosan indult, Kótsi Patkó János és felesége, valamint öccse, Kótsi Patkó József kiléptek a társulatból, és vidéki birtokaikra tértek vissza, de hamarosan visszatértek. 1803-ban új színházi szabályzat kidolgozására került sor, amely ellen Kótsinak több kifogása is volt, és különböző anyagi feltételeket szabott a további közreműködéséhez. Ugyanakkor a színházi bizottság sérelmezte Kótsi indulatos természetét, és felszólította, hogy kötelességeit „minél nagyobb pontossággal, de azonban illő mértékletességgel és okossággal” végezze. A vitát sikerült rendezni, és Kótsi igazgató maradt 1808-ig.
1804. áprilisban báró Kemény Farkassal került összetűzésbe. A báró nehezményezte, hogy Kótsi hozzá hasonlóra maszkírozva és az ő piperkőc modorát utánozva jelent meg a színpadon, ezért felszólította Kótsit, hogy a színpadról nyilvánosan kövesse meg. Ez valószínűleg meg is történt, de nem teljesen úgy, ahogy a sértett akarta, így Kótsi magyarfrátai birtokára menekült, a báró pedig jobbágyaival „gyilkos módon való aggressiót” indított ellene. A színházi bizottság ezek után eltiltotta a két felet az egymással való érintkezéstől. Az esetről gúnyvers született, emiatt a báró külföldre távozott.
1807-ben a színtársulat sorsa rosszabbra fordult: eladták a Pataki-házat, és az új tulajdonos felmondta a bérletet, így a színészeknek ismét a kevésbé alkalmas Rhédey-palotában kellett fellépniük. A társulat anyagi helyzete sem volt megfelelő, mivel újabb országgyűlésre nem került sor, így közpénzből nem részesültek támogatásban. Amikor a társulat 1808-ban Marosvásárhelyre és Debrecenbe indult turnézni, az elkedvetlenedett Kótsi feleségével együtt visszavonult a Magyarfrátára gazdálkodni. Itt neje megbetegedett, ezért visszaköltöztek Kolozsvárra, de az asszony 1811. március 4-én meghalt.
Ezt követően Kótsi a magyar színészet emelésén küzdött, és vigasztalást talált abban, hogy a színészet tanulmányozásába merült; a magyar színészet történetéhez gyűjtötte az adatokat. 1820–1824 között ismét elvállalta a társulat vezetését; 1823-ban tervezetet nyújtott be a guberniumnak a kolozsvári színház nemzeti színházzá alakításáról részvénytársasági formában, de elképzelését báró Jósika János csak részben tartotta elfogadhatónak. Utoljára 1824-ben szerepelt a színpadon. 1830 körül Deáki Filep Sámuellel együtt a bérletrendszer megreformálására készített terveket.

## Munkássága

### Színészként
Sikeresen alakított tragikus és szentimentális szerepeket, és az egyik első magyar Shakespeare-színész volt. Játékára a jellemhűség volt jellemző. Főbb szerepei:
- Pietro Metastasio: Themistocles (Themistocles)
- Heinrich Joseph von Collin(wd): Regulus (Regulus)
- Johann Friedrich von Cronegk(wd): Codrus (Codrus)
- August von Kotzebue: Embergyűlölés és megbánás (Esméretlen)
- August von Kotzebue (Werner Kalchberg nyomán): A templáriusok (Molay Jakab)[30]
- Gotthold Ephraim Lessing: Emilia Galotti (Odoardo)
- William Shakespeare: Hamlet, dán királyfi (Hamlet)
- William Shakespeare: Othello, a velencei mór (Othello)
- William Shakespeare: A makrancos hölgy – Második Gaszner avagy A megzabolázott feleselő címen (Gaszner)[31]
- Heinrich Ferdinand Müller: Gróf Valtron, avagy a’ Szubordinátzió (Valtron gróf)[30]

### Színigazgatóként
Kótsi Patkó János Shakespeare-kultuszt honosított meg Kolozsváron; számos darabnak itt volt az első magyar nyelvű bemutatója. 1793. december 30-án előadták a Rómeó és Júliát, 1794. január 27-én a Hamletet,  1794. március 24-én az Othellót, 1800 februárjában A makrancos hölgyet (Második Gaszner avagy A megzabolázott feleselő címen). Szintén nagyon korán kerültek színpadra Schiller drámái: 1794. március 23-án a Haramiák, 1804. február 25-én az Ármány és szerelem (Fortély és szerelem címen). Schiller halála után 1806-ban Schiller-ciklust rendeztek, és a színtársulat anyagi gondjai ellenére a bemutató teljes bevételét az író özvegyének küldték el.
Igazgatósága alatt, 1804-ben került sor az első kolozsvári balettelőadásra: A tengeren való tavaszi sétálás vagy Szélvész, amelyet Karl Reinwart zenéjével Seltzer János karmester állított színpadra.

### Színpadi szerzőként
Ahol nincs külön jelölve, az adatok forrása Szinnyei 1899.
- A havasi juhászleány, énekes játék 2 felvonásban Debrecen, 1799. (Előadások: Debrecen, 1799. április 24., június 22., július 27., augusztus 12., november 13., Kolozsvár, 1800. január és március, 1804. április 15., 1806. március 30., 1806. november 20.[34])
- A virtus gyakran szenved, érzelmes játék 4 felvonásban (Debrecen, 1799. november 17.)
- Forgács Balázs, vagy a tronusz és haza híve, dráma 3 felvonásban (Kolozsvár, 1803. április 1.)
- A tündérek, víg énekes játék 3 felvonásban zenéje Haydn A teremtés IV. részéből (Debrecen, 1803. augusztus 30.; Kolozsvár 1804. január 11.[35])
- Kerekes Mihállyal: Az esméretlen atyafi vagy Egy háznépnek lerajzolása, érzelmes játék 3 felvonásban (Kolozsvár, 1804. november 8.)[36]

### Műfordítóként
Ahol nincs külön jelölve, az adatok forrása Szinnyei 1899. A szerzők azonosítása Székely 1990 darabcímmutatójából kiindulva történt.
- Ismeretlen szerző: Arando és Meranda, érzelmes játék 3 felvonásban (Kolozsvár 1793. október).[37]
- August von Kotzebue: A helytelen szemérmetesség, érzelmes játék 4 felvonásban (Kolozsvár, 1802. március 16., 1803. november 15., 1805. november 26., 1806. október 2., 1807. január 28., 1820. január 6.;[38] Szeged, 1803. szeptember 8., Pest, 1808. febr. 24., 1809–1811., 1813.; Miskolc 1831. november 20.)
- Karl von Eckartshausen:[39] Az aranyidő vagy Inkle és Járikó, énekes játék 3 felvonásban (Debrecenben 1799. május 2. és többször; Kolozsvár, 1802. április 4., 1804. április 8., 1806. március 23., 1810. december 27., 1812. augusztus 15., 1812. november 2.[40]; Pest, 1808. július 26. és azután is)
- Hensler(wd)–Perinet(wd)–Müller(wd): A prágai két néne és a vándorló szabólegény, vígjáték 2 felvonásban (Kolozsvár, 1803. február 19. és november 24., 1805. február 11., 1807. január 21., 1810. november 18., 1812. február 9., 1812. június 14.)[41]
- Holberg: A Contraktus vagy Az elváltozott leánykérők, nagyopera 2 felvonásban (Kolozsvár, 1803. március 19., 1806. január 6., 1806. december 7.)[42]
- Franz Carl Weidmann(wd)–Carl Ditters von Dittersdorf: Égi háború vagy a koldus deák, énekes játék két felvonásban (Debrecen, 1803. október 10.; Kolozsvár, 1803. december 19. Az égi háború vagy Az oskolamester quasi doktor címen, 1805. december 1., 1806. szeptember 8., 1807. március 22., 1821. december 16.;[43] Pest, 1809. május 12. és 1810–1813.)
- Johann Baptist Schenk(wd)–Joseph WeidmannPaul Weidmann(wd): A falusi borbély, énekes játék két felvonásban (Kolozsvár, 1804 előtt; 1812. július 26., 1812. augusztus 23., 1812. december 10.;[44] Pest, 1808. július 4., 1841. október 10.)
- Gotthold Ephraim Lessing: Galotti Emilia, szomorújáték 5 felvonásban (Kolozsvár, 1804. március 27., 1805. november 9., 1806. február 22., 1820. február 20. előtt;[45] Pest 1809. február 3.; Székesfehérvár, 1813.)
- Friedrich Wilhelm Ziegler(wd): Borostyánkoszorú, vagy törvény hatalma, vitézi játék 5 felvonásban (Kolozsvár, 1806. február 20. 1806. március 10., 1812. február 4., 1812. október 31.;[46] Pest, 1810. december 13., 1811., 1813–14., 1835. szeptember 7., 1838. február 8.)
- Johann Friedrich Jünger(wd): Falusi testvérek, vígjáték 4 felvonásban (Pest, 1809. november 8., 1834. augusztus 14.)
- Kotzebue: Béla futása, opera 2 felvonásban, zenéjét Ruzitska József szerezte (Kassa, 1861. november 23.)

### Zeneszerzőként
A sokoldalú Kótsi zeneszerzéssel is foglalkozott, de az egyetlen olyan szerzemény, amely bizonyíthatóan az övé, egy ária, amely Gáthy Istvánnak A' kótából való klavírozás mestersége, mellyet készített az abban gyönyörködők kedvéért című gyűjteményében jelent meg 1802-ben. Ugyan neki tulajdonítják A havasi juhászleány zenéjét is, erre nincs bizonyíték, a kotta ugyanis nem maradt fenn, a színlapon pedig csak a szöveg szerzőjeként szerepelt. Ugyan 1803-ban Kótsi azt írta, hogy „Egy Operát írtam Mussikájával együtt,” nem derül ki, hogy erre a műre utalt volna.
Brassai Sámuel szerint az első erdélyi magyar opera, a Béla futása egyes dallamait Kótsi Patkó János szerezte.

### Szakíróként
Kéziratban maradtak jegyzetei, melyeket egy nagyobb műhöz a színészet történetéről írt. Ezeket utóbb Göde István színész részben kiadta Szinfüzér mint nyugdíj címmel. (Kolozsvár, 1846.) Amikor Göde a vízaknai ütközet után fogságba esett, Kótsi Patkó János írásai részben elpusztultak, részben a kolozsvári unitárius gimnázium könyvtárába kerültek. A megmaradt írások utóbb Jordáky Lajos illetve Szabó Lajos gondozásában 1973-ban jelentek meg.
- Régi és új Theatrom históriája és egyéb írások (Szerk. Jordáky Lajos; Bukarest. Kriterion. 1973).
- A' Játék Szin. (In: Korunk. 1973 szeptember.)

## Emlékezete
Első életrajzát Csokonai Vitéz József írta meg 1831-ben Erdélyi Első Mívész Kótsi Patkó János Színjátszói Pályája. Zsebkönyv. Uj esztendei köszöntésűl, tisztelet hódolással nyújtva Erdély nagy lelkű fiainak és leányainak címmel.
1906. szeptember 8-án a kolozsvári Hunyadi téri színházépület zárókövének letételekor Kótsi Patkó János szobrát, Róna József alkotását avatták fel a színház előcsarnokában. A szobrot Janovics Jenő igazgató adományozta a színháznak. Jelenleg a Kolozsvári Állami Magyar Színház előcsarnokában áll.
Alakja megjelenik Ignácz Rózsa: Róza leányasszony (1942) című regényében.
Szerepkatalógusát és vázlatos életrajzát Jordáky Lajos állította össze a Kótsi Patkó János: A Régi és Új Theátrom Históriája és egyéb írások (Bukarest: Kriterion. 1973) című kötetben.
A 2002/2003-as évadban a Kolozsvári Állami Magyar Színház bemutató bérlete Kótsi Patkó János nevét viselte.